# Прима, Пётр Петрович
Пётр Петрович Прима (22 мая 1913, Луганск — 26.09.1989, Волгоград). — советский тяжелоатлет, Чемпион СССР. Мастер спорта СССР (1936).

## Биография
В 1931 году, в возрасте 18 лет, стал чемпионом Украинской ССР по тяжёлой атлетике. В 1933 году стал бронзовым призёром чемпионата СССР в тяжёлой весовой категории, представлял команду «Динамо» (Харьков). В 1935 году готовил команду Сталинграда к первенству Советского Союза по тяжёлой атлетике, где она занимает 9-е место из 22 команд.
Сборные КФССР по городкам, фехтованию, тяжёлой атлетике (в том числе в штанге Прима Пётр Петрович и др.), участвовали в первенстве СССР.
24-25 марта 1936 года стал чемпионом страны на 13-м чемпионате СССР по тяжёлой атлетике, в тяжёлой весовой категории (свыше 82,5 кг), представлял «Динамо» (Сталинград)
Служил в 72-м Калевальском пограничном отряде и 8-м отдельном батальоне 30-й бригады войск НКВД. Участник Великой Отечественной войны. Член ВКП(б) с 1946 года. В послевоенные годы работал тренером в Волгограде.

## Фотографии
|  |